# Seven Nation Army
"Seven Nation Army" är en låt av The White Stripes, utgiven som singel den 13 maj 2003. Låten belönades 2004 med en Grammy Award för "bästa rocklåt".